# Ungtuppar
Ungtuppar (nederländska: Haantjes) är en nederländsk komediserie som hade premiär på Netflix den 28 februari 2025.

## Handling
Serien handlar om fyra vänner som försöker anpassa sig till en värld som har sprungit ifrån dem.

## Rollista (i urval)
- Jelka van Houten
- Jennifer Hoffman
- Eva Laurenssen